# Motel
Et motel eller motorhotel er en slags hotel, som ligger i nærheden af en vej. Denne type af indretning er mest almindelig i USA. I Europa findes moteller oftest ved større veje som f.eks. motorveje. I USA er det normalt, at man endda kan køre helt frem til døren til sit værelse, men dette bruges ikke ret meget i Europa.
I filmverden forekommer der i visse film en del moteller. Mest kendt er Bates Motel i filmen Psycho, som er instrueret af Alfred Hitchcock.

## Danmark
De første moteller i Danmark var henholdsvis BP Motellet i Roskilde (indviet den 3. juni 1955) og Wittrup Motel (ligeledes 1955).